# Liste d'élections en 1892
Chronologie des élections
- 1888
- 1889
- 1890
- 1891
- 1892
- 1893
- 1894
- 1895
- 1896

Cet article recense les élections organisées durant l'année 1892.

## Élections nationales en 1892
Cette section concerne les élections législatives et présidentielles dans un état souverain, éventuellement fédéral, ainsi que leurs principaux référendums.
| Date            | État        | Élection ou référendum | Contexte | Résultat |
| --------------- | ----------- | ---------------------- | --- | --- |
| 1892            | Mexique     | Présidentielle (es)    | | Cette section est vide, insuffisamment détaillée ou incomplète. Votre aide est la bienvenue ! Comment faire ? |
| Janvier         | Guatemala   | Présidentielle (en)    | | Cette section est vide, insuffisamment détaillée ou incomplète. Votre aide est la bienvenue ! Comment faire ? |
| 10 - 13 janvier | Équateur    | Présidentielle (es)    | | Cette section est vide, insuffisamment détaillée ou incomplète. Votre aide est la bienvenue ! Comment faire ? |
| 2 février       | Colombie    | Présidentielle         | | Réélection de Rafael Núñez, pour un 4e mandat,.                                                               |
| 15 février      | Japon       | Législatives           | Ces deuxièmes élections à la Diète sont marquées par une campagne électorale particulièrement sanglante. Le ministre de l'intérieur ayant ordonné à la police de soutenir les candidats gouvernementaux, les heurts avec l'opposition se soldent par la mort de 25 personnes. | Cette section est vide, insuffisamment détaillée ou incomplète. Votre aide est la bienvenue ! Comment faire ? |
| Février - mars  | Roumanie    | Législatives (en)      | | Cette section est vide, insuffisamment détaillée ou incomplète. Votre aide est la bienvenue ! Comment faire ? |
| 10 avril        | Argentine   | Présidentielle (en)    | | Cette section est vide, insuffisamment détaillée ou incomplète. Votre aide est la bienvenue ! Comment faire ? |
| 13 mai          | Bolivie     | Présidentielle (es)    | | Cette section est vide, insuffisamment détaillée ou incomplète. Votre aide est la bienvenue ! Comment faire ? |
| 15 mai          | Grèce       | Législatives           | | Cette section est vide, insuffisamment détaillée ou incomplète. Votre aide est la bienvenue ! Comment faire ? |
| 14 juin         | Belgique    | Législatives (nl)      | | Cette section est vide, insuffisamment détaillée ou incomplète. Votre aide est la bienvenue ! Comment faire ? |
| 4 - 26 juillet  | Royaume-Uni | Générales              | | Cette section est vide, insuffisamment détaillée ou incomplète. Votre aide est la bienvenue ! Comment faire ? |
| 23 octobre      | Portugal    | Législatives (en)      | | Cette section est vide, insuffisamment détaillée ou incomplète. Votre aide est la bienvenue ! Comment faire ? |
| 6 - 13 novembre | Italie      | Législatives           | | Cette section est vide, insuffisamment détaillée ou incomplète. Votre aide est la bienvenue ! Comment faire ? |
| 8 novembre      | États-Unis  | Présidentielle         | Le républicain Benjamin Harrison, président en exercice, brigue un second mandat. | Grover Cleveland, démocrate, est élu.                                                                         |
| 8 novembre      | États-Unis  | Chambre (en)           | | Cette section est vide, insuffisamment détaillée ou incomplète. Votre aide est la bienvenue ! Comment faire ? |
| 1892 - 1893     | États-Unis  | Sénat (en)             | | Voir l'article Liste d'élections en 1893                                                                      |

## Élections en subdivisions nationales en 1892
Cette section concerne les élections législatives dans un État fédéré, une subdivision territoriale ou une colonie d'un État souverain, ainsi que leurs principaux référendums.
| Date                   | Subdivision        | État               | Élection ou référendum | Contexte | Résultat |
| ---------------------- | ------------------ | ------------------ | ---------------------- | -------- | --- |
| 1892                   | Guyane britannique | Empire britannique | Générales (en)         |          | Cette section est vide, insuffisamment détaillée ou incomplète. Votre aide est la bienvenue ! Comment faire ? |
| 29 janvier - 3 février | Hongrie            | Autriche-Hongrie   | Législatives (en)      |          | Cette section est vide, insuffisamment détaillée ou incomplète. Votre aide est la bienvenue ! Comment faire ? |
| Mars                   | Suriname           | Pays-Bas           | Législatives (nl)      |          | Cette section est vide, insuffisamment détaillée ou incomplète. Votre aide est la bienvenue ! Comment faire ? |
| 1er mars - 1er octobre | Suède              | Suède-Norvège      | 1re Chambre (sv)       |          | Cette section est vide, insuffisamment détaillée ou incomplète. Votre aide est la bienvenue ! Comment faire ? |
| 8 mars                 | Québec             | Canada             | Générales              |          | Cette section est vide, insuffisamment détaillée ou incomplète. Votre aide est la bienvenue ! Comment faire ? |
| 20 avril               | Danemark           | Danemark           | Législatives (en)      |          | Cette section est vide, insuffisamment détaillée ou incomplète. Votre aide est la bienvenue ! Comment faire ? |
| 30 mai - 2 juin        | Croatie-Slavonie   | Autriche-Hongrie   | Législatives (en)      |          | Cette section est vide, insuffisamment détaillée ou incomplète. Votre aide est la bienvenue ! Comment faire ? |
| 23 juillet             | Manitoba           | Canada             | Générales (en)         |          | Cette section est vide, insuffisamment détaillée ou incomplète. Votre aide est la bienvenue ! Comment faire ? |
| 5 - 6 septembre        | Malte              | Empire britannique | Générales (en)         |          | Cette section est vide, insuffisamment détaillée ou incomplète. Votre aide est la bienvenue ! Comment faire ? |
| Septembre              | Natal              | Empire britannique | Législatives (en)      |          | Cette section est vide, insuffisamment détaillée ou incomplète. Votre aide est la bienvenue ! Comment faire ? |
| Septembre              | Islande            | Danemark           | Législatives (en)      |          | Cette section est vide, insuffisamment détaillée ou incomplète. Votre aide est la bienvenue ! Comment faire ? |
| Octobre                | Nouveau-Brunswick  | Canada             | Générales              |          | Cette section est vide, insuffisamment détaillée ou incomplète. Votre aide est la bienvenue ! Comment faire ? |
| Novembre               | Lippe              | Empire allemand    | Législatives (de)      |          | Cette section est vide, insuffisamment détaillée ou incomplète. Votre aide est la bienvenue ! Comment faire ? |